# FFL Partners
FFL Partners, LLC är ett amerikanskt riskkapitalbolag som investerar i medelstora företag som verkar i branscherna för företagsservice, finansiella tjänster, hälso- och sjukvård, industri och konsumenter. De förvaltar ett kapital på $2 miljarder för år 2018.
Företaget grundades 1997 som Friedman Fleischer & Lowe Capital Partners av Spencer Fleischer, Tully Friedman, David Lowe och Christopher Masto. Alla utom Lowe arbetar kvar inom riskkapitalbolaget.
De har sitt huvudkontor i One Maritime Plaza i San Francisco i Kalifornien.